# Jorma Leppäaho
Jorma Kustavi Leppäaho, född 20 november 1907 i Helsingfors, död 11 augusti 1957, var en finländsk arkeolog. 
Leppäaho, som var son till direktör Kustaa Jalmari Leppäaho (Ahlstedt) och Elli Amanda Hagelin, blev student 1930 och filosofie kandidat 1936. Han företog studieresor i Skandinavien 1937, 1939 och 1950. Han blev tillförordnad amanuens vid Arkeologiska kommissionens förhistoriska avdelning 1934, ordinarie 1936 och var intendent där från 1949. Han undersökte i början av 1950-talet gravfältet i Rikala i Halikko och 1954–1955 gravfältet i Visulahti vid S:t Michel.  Han var adjungerad ledamot av Kalevalasällskapet.